# 無実はさいなむ
『無実はさいなむ』（むじつはさいなむ、原題：Ordeal by Innocence）は、1957年に発表されたアガサ・クリスティ作の長編推理小説である。
義母殺しの容疑で逮捕され獄中で死んだ男性。彼の冤罪を晴らすため、地理学者の男は遺族の住む屋敷を訪れる。自分は彼のアリバイを証明できる、そう伝えた男に、遺族は思わぬ反応を返す。

## あらすじ
地質学者アーサー・キャルガリは、5人の養子を持つ女性レイチェル・アージルが撲殺された2年後、アージル家のあるサニー・ポイントに現れる。養子の一人で容疑者だったジャッコは裁判にかけられて投獄され、6か月の獄中生活で死亡していたが、キャルガリは自分がジャッコのアリバイを証明できると明かす。彼は殺害時刻付近にヒッチハイクしていたジャッコを街まで送ったのであった。キャルガリの告白に対し、アージル家の者たちは誰も喜ばない。改めて行われる警察の捜査が進むにつれ、ジャッコの父レオ、兄マイケル、妹のメアリ、ティナ、ヘスター、父の秘書グウェンダ、長年家政婦をしていたカーステンらが次々と疑われていく。
キャルガリは、ジャッコに会った数時間後にトラックに轢かれ、脳震盪で一時的な記憶喪失になっていたため、裁判のことを知らず、警察が彼を探していたときには長期の極地遠征に出国していた。イギリスに戻った彼は、ジャッコの写真を見て記憶を取り戻したのだった。
キャルガリは、引退した地元の医師マクマスターを訪ね、ジャッコについて尋ねる。マクマスターは、ジャッコがレイチェルを殺して有罪になったとき驚いたが、それは殺人がジャッコの道徳に反するからではなく、臆病で自分では人を殺せずに代わりに誰かに殺させるような男だったからであった。キャルガリはジャッコの先妻モーリンと話し、ジャッコがしばしば年上の女性に取り入って金を巻き上げていたことを知る。メアリの夫フィリップはアージル家の者たちの中に犯人を見つけようとする。
フィリップの頼みでティナがサニー・ポイントにやってくるが、彼の部屋に着くと、キルスティンがトレイを持ってドアの前におり、二人はフィリップが机に向かって死んでいるのを発見する。ティナは外で倒れるところをマイケルに目撃され、背中を刺されていたことが分かって病院に運ばれる。
ティナは病院で「カップは空だった、フィリップのカップだった」と話す。つまりキルスティンはあのとき部屋の前に来たところではなく部屋から出てきたところだったのだ。キャルガリは、犯人がキルスティンであると皆に説明する。ジャッコは平凡なキルスティンに取り入り、アージル夫人を殺害して金を盗もうと説得したのだった。しかし、殺人の翌日に彼の妻が現れたことで、ジャッコが密かに結婚していたことをキルスティンは知り、ジャッコの悪を悟ったのであった。
告発されたキルスティンは、サニー・ポイントから逃げ出し、警察が追う。メアリは最愛の夫を悼み、ヘスターはキャルガリへの愛を公言する。彼女は、ティナが回復すればマイケルと一緒になるのではと疑っている。レオは再婚の自由を感じている。

## 登場人物
- アーサー・キャルガリ - 地理学者
- レイチェル・アージル - 資産家
- リオ・アージル - レイチェルの夫
- メアリ、マイケル、ジャッコ、ヘスター、ティナ - アージル家の養子
- フィリップ・デュラント - メアリの夫
- モーリン - ジャッコの先妻
- グェンダ・ヴォーン - リオの秘書
- カーステン・リンツトロム - アージル家の家政婦
- マクマスター - 医師
- ドナルド・クレイブ - 医師
- ヒュイッシ - 警視

## 翻案作品

### 映画
- 1984年に『ドーバー海峡殺人事件』の題で映画化された。マイケル・ウィナー監督、ドナルド・サザーランド主演。

### テレビドラマ
アガサ・クリスティー ミス・マープル『無実はさいなむ』
シーズン3 エピソード2（通算第10話）  イギリス2007年放送
原作には登場しないミス・マープルが探偵役を演じる。途中で被害に遭う人物も原作とは異なる。
※括弧内は日本語吹替。
- ミス・マープル: ジェラルディン・マクイーワン（草笛光子）
- グエンダ: ジュリエット・スティーヴンソン（大西多摩恵）
- レイチェル・アージル: ジェーン・シーモア（一城みゆ希）
- リオ・アージル: デニス・ローソン（山野史人）
- ジャッコ・アージル: バーン・ゴーマン（加瀬康之）
- アーサー・キャルガリ: ジュリアン・リンド＝タット（東地宏樹）
- ヘスター・アージル: ステファニー・レオニダス（加藤忍）
- カーステン・リンツトロム: アリソン・ステッドマン（谷育子）

『無実はさいなむ』（2018年の3話からなるミニシリーズ）
※括弧内は日本語吹替。
- リオ・アージル: ビル・ナイ（佐々木敏）
- レイチェル・アーガイル: アナ・チャンセラー（塩田朋子）
- ジャッコ・アージル: アントニー・ボイル（小野賢章）
- ミッキー・アージル: クリスチャン・クック（前田一世）
- メアリー・デュラント: エレノア・トムリンソン（甲斐田裕子）
- フィリップ・デュラント: マシュー・グード（丸山壮史）
- ティナ・アーガイル: クリスタル・クラーク（永宝千晶）
- カーステン・リンツトロム: モーベン・クリスティ（高橋理恵子）
- ヘスター・アーガイル: エラ・パーネル（あんどうさくら）
- グウェンダ・ヴォーン: アリス・イヴ（魏涼子）
- アーサー・カルガリー: ルーク・トレッダウェイ（中村章吾）